# Cabezón de Valderaduey
Cabezón de Valderaduey település Spanyolországban, Valladolid tartományban.  Lakosainak száma 33 fő (2024).

## Népesség
A település népessége az utóbbi években az alábbiak szerint változott:
| Lakosok száma | 49   | 52   | 51   | 45   | 37   | 37   | 37   | 33   | 42   | 33   |
|               | 2001 | 2004 | 2007 | 2009 | 2012 | 2014 | 2017 | 2019 | 2022 | 2024 |